# 選抜高等学校野球大会 (兵庫県勢)
選抜高等学校野球大会においての兵庫県勢の成績について記す。

## 選抜中等学校野球大会
| 年度（大会）         | 選出校                     | 試合結果 | 試合結果                     | 成績     |
| -------------------- | -------------------------- | -------- | ---------------------------- | -------- |
| 1925年（第2回大会）  | 第一神港商（初出場）       | 1回戦    | ○ 12 - 2 長野商              | ベスト8  |
| 1925年（第2回大会）  | 第一神港商（初出場）       | 準々決勝 | ● 2 - 5 甲陽中               | ベスト8  |
| 1925年（第2回大会）  | 甲陽中（初出場）           | 準々決勝 | ○ 5 - 2 第一神港商           | ベスト4  |
| 1925年（第2回大会）  | 甲陽中（初出場）           | 準決勝   | ● 3 - 7 松山商               | ベスト4  |
| 1926年（第3回大会）  | 第一神港商（2年連続2回目） | 1回戦    | ● 2 - 5 松本商               | 初戦敗退 |
| 1926年（第3回大会）  | 甲陽中（2年連続2回目）     | 1回戦    | ● 1 - 7 市岡中               | 初戦敗退 |
| 1927年（第4回大会）  | 関西学院中（初出場）       | 1回戦    | ● 0 - 6 和歌山中             | 初戦敗退 |
| 1928年（第5回大会）  | 関西学院中（2年連続2回目） | 1回戦    | ○ 3 - 1 下関商               | 優勝     |
| 1928年（第5回大会）  | 関西学院中（2年連続2回目） | 準々決勝 | ○ 5 - 1 甲陽中               | 優勝     |
| 1928年（第5回大会）  | 関西学院中（2年連続2回目） | 準決勝   | ○ 4 - 2 高松商               | 優勝     |
| 1928年（第5回大会）  | 関西学院中（2年連続2回目） | 決勝     | ○ 2 - 1 和歌山中             | 優勝     |
| 1928年（第5回大会）  | 甲陽中（2年ぶり3回目）     | 1回戦    | ○ 7 - 4 広陵中               | ベスト8  |
| 1928年（第5回大会）  | 甲陽中（2年ぶり3回目）     | 準々決勝 | ● 1 - 5 関西学院中           | ベスト8  |
| 1929年（第6回大会）  | 第一神港商（3年ぶり3回目） | 1回戦    | ○ 5 - 2 静岡中               | 優勝     |
| 1929年（第6回大会）  | 第一神港商（3年ぶり3回目） | 準々決勝 | ○ 4 - 1 愛知中               | 優勝     |
| 1929年（第6回大会）  | 第一神港商（3年ぶり3回目） | 準決勝   | ○ 1 - 0 八尾中（延長11回）   | 優勝     |
| 1929年（第6回大会）  | 第一神港商（3年ぶり3回目） | 決勝     | ○ 3 - 1 広陵中               | 優勝     |
| 1929年（第6回大会）  | 関西学院中（3年連続3回目） | 1回戦    | ● 1 - 6 高松商               | 初戦敗退 |
| 1930年（第7回大会）  | 第一神港商（2年連続4回目） | 1回戦    | ○ 2 - 0 一宮中               | 優勝     |
| 1930年（第7回大会）  | 第一神港商（2年連続4回目） | 準々決勝 | ○ 5 - 0 高松中               | 優勝     |
| 1930年（第7回大会）  | 第一神港商（2年連続4回目） | 準決勝   | ○ 4 - 2 甲陽中               | 優勝     |
| 1930年（第7回大会）  | 第一神港商（2年連続4回目） | 決勝     | ○ 6 - 1 松山商               | 優勝     |
| 1930年（第7回大会）  | 甲陽中（2年ぶり4回目）     | 1回戦    | ○ 2 - 1 愛知商               | ベスト4  |
| 1930年（第7回大会）  | 甲陽中（2年ぶり4回目）     | 準々決勝 | ○ 7 - 3 静岡中               | ベスト4  |
| 1930年（第7回大会）  | 甲陽中（2年ぶり4回目）     | 準決勝   | ● 2 - 4 第一神港商           | ベスト4  |
| 1930年（第7回大会）  | 明石中（初出場）           | 1回戦    | ○ 12 - 0 敦賀商              | ベスト8  |
| 1930年（第7回大会）  | 明石中（初出場）           | 準々決勝 | ● 0 - 10 松山商              | ベスト8  |
| 1931年（第8回大会）  | 第一神港商（3年連続5回目） | 1回戦    | ○ 7 - 0 静岡中               | ベスト8  |
| 1931年（第8回大会）  | 第一神港商（3年連続5回目） | 2回戦    | ○ 5 - 4 明石中               | ベスト8  |
| 1931年（第8回大会）  | 第一神港商（3年連続5回目） | 準々決勝 | ● 0 - 3 中京商               | ベスト8  |
| 1931年（第8回大会）  | 甲陽中（2年連続5回目）     | 2回戦    | ○ 9 - 1 市岡中               | ベスト8  |
| 1931年（第8回大会）  | 甲陽中（2年連続5回目）     | 準々決勝 | ● 1 - 2 八尾中               | ベスト8  |
| 1931年（第8回大会）  | 明石中（2年連続2回目）     | 2回戦    | ● 4 - 5 第一神港商           | 初戦敗退 |
| 1932年（第9回大会）  | 明石中（3年連続3回目）     | 1回戦    | ○ 3 - 0 広陵中               | 準優勝   |
| 1932年（第9回大会）  | 明石中（3年連続3回目）     | 2回戦    | ○ 16 - 1 小倉工              | 準優勝   |
| 1932年（第9回大会）  | 明石中（3年連続3回目）     | 準々決勝 | ○ 1 - 0 京都師範             | 準優勝   |
| 1932年（第9回大会）  | 明石中（3年連続3回目）     | 準決勝   | ○ 4 － 2 和歌山中            | 準優勝   |
| 1932年（第9回大会）  | 明石中（3年連続3回目）     | 決勝     | ● 0 - 1 松山商               | 準優勝   |
| 1932年（第9回大会）  | 甲陽中（3年連続6回目）     | 2回戦    | ● 0 - 2 和歌山中             | 初戦敗退 |
| 1933年（第10回大会） | 明石中（4年連続4回目）     | 1回戦    | ○ 1 - 0 平安中               | 準優勝   |
| 1933年（第10回大会） | 明石中（4年連続4回目）     | 2回戦    | ○ 4 - 0 浪華商               | 準優勝   |
| 1933年（第10回大会） | 明石中（4年連続4回目）     | 準々決勝 | ○ 2 - 1 京都商               | 準優勝   |
| 1933年（第10回大会） | 明石中（4年連続4回目）     | 準決勝   | ○ 1 - 0 中京商               | 準優勝   |
| 1933年（第10回大会） | 明石中（4年連続4回目）     | 決勝     | ● 0 - 1 岐阜商               | 準優勝   |
| 1933年（第10回大会） | 神戸一中（初出場）         | 1回戦    | ○ 4 - 2 和歌山中             | 2回戦    |
| 1933年（第10回大会） | 神戸一中（初出場）         | 2回戦    | ● 0 - 5 和歌山商             | 2回戦    |
| 1933年（第10回大会） | 関西学院中（4年ぶり4回目） | 1回戦    | ● 2 - 6 京都商               | 初戦敗退 |
| 1934年（第11回大会） | 明石中（5年連続5回目）     | 2回戦    | ○ 2 - 1 京都商               | ベスト8  |
| 1934年（第11回大会） | 明石中（5年連続5回目）     | 準々決勝 | ● 3 - 6 東邦商               | ベスト8  |
| 1934年（第11回大会） | 神戸一中（2年連続2回目）   | 2回戦    | ○ 2 - 0 栃木中（延長10回）   | ベスト8  |
| 1934年（第11回大会） | 神戸一中（2年連続2回目）   | 準々決勝 | ● 1 - 3 浪華商               | ベスト8  |
| 1935年（第12回大会） | 関西学院中（2年ぶり5回目） | 1回戦    | ● 4 - 5 愛知商               | 初戦敗退 |
| 1935年（第12回大会） | 育英商（初出場）           | 2回戦    | ● 1 - 5 中京商               | 初戦敗退 |
| 1936年（第13回大会） | 育英商（2年連続2回目）     | 2回戦    | ○ 1 - 0 享栄商               | ベスト4  |
| 1936年（第13回大会） | 育英商（2年連続2回目）     | 準々決勝 | ○ 1 - 0 松山商               | ベスト4  |
| 1936年（第13回大会） | 育英商（2年連続2回目）     | 準決勝   | ● 4 - 5 桐生中               | ベスト4  |
| 1936年（第13回大会） | 滝川中（初出場）           | 2回戦    | ○ 3 - 1 市岡中               | ベスト8  |
| 1936年（第13回大会） | 滝川中（初出場）           | 準々決勝 | ● 0 - 7 愛知商               | ベスト8  |
| 1936年（第13回大会） | 姫路中（初出場）           | 2回戦    | ● 1 - 3 平安中               | 初戦敗退 |
| 1937年（第14回大会） | 滝川中（2年連続2回目）     | 1回戦    | ○ 27 - 0 浦和中              | 2回戦    |
| 1937年（第14回大会） | 滝川中（2年連続2回目）     | 2回戦    | ● 3 - 5 岐阜商               | 2回戦    |
| 1937年（第14回大会） | 甲陽中（5年ぶり7回目）     | 2回戦    | ● 1 - 4 熊本商               | 初戦敗退 |
| 1938年（第15回大会） | 明石中（4年ぶり6回目）     | 2回戦    | ○ 8 - 3 北海中               | ベスト8  |
| 1938年（第15回大会） | 明石中（4年ぶり6回目）     | 準々決勝 | ● 0 - 4 海南中               | ベスト8  |
| 1938年（第15回大会） | 甲陽中（2年連続8回目）     | 2回戦    | ○ 3 - 0 島田商               | ベスト8  |
| 1938年（第15回大会） | 甲陽中（2年連続8回目）     | 準々決勝 | ● 0 - 3 岐阜商               | ベスト8  |
| 1938年（第15回大会） | 滝川中（3年連続3回目）     | 1回戦    | ○ 8 - 7 日大三中（延長13回） | 2回戦    |
| 1938年（第15回大会） | 滝川中（3年連続3回目）     | 2回戦    | △ 8 - 8 浪華商（延長11回）   | 2回戦    |
| 1938年（第15回大会） | 滝川中（3年連続3回目）     | 2回戦    | ● 8 - 9 浪華商（再試合）     | 2回戦    |
| 1939年（第16回大会） | 北神商（初出場）           | 2回戦    | ○ 4 - 2 浅野中               | ベスト8  |
| 1939年（第16回大会） | 北神商（初出場）           | 準々決勝 | ● 1 - 13 東邦商              | ベスト8  |
| 1940年（第17回大会） | 滝川中（2年ぶり4回目）     | 2回戦    | ○ 5 - 0 下関商               | ベスト8  |
| 1940年（第17回大会） | 滝川中（2年ぶり4回目）     | 準々決勝 | ● 5 - 4 福岡工               | ベスト8  |
| 1941年（第18回大会） | 滝川中（2年連続5回目）     | 1回戦    | ○ 0 - 6 桐生中               | ベスト8  |
| 1941年（第18回大会） | 滝川中（2年連続5回目）     | 準々決勝 | ● 1 - 2 岐阜商（延長14回）   | ベスト8  |
| 1947年（第19回大会） | 神戸一中（13年ぶり3回目）  | 1回戦    | ● 1 - 2 城東中               | 初戦敗退 |
| 1947年（第19回大会） | 明石中（9年ぶり7回目）     | 1回戦    | ● 6 - 11 徳島商              | 初戦敗退 |

## 選抜高等学校野球大会
| 年度（大会）         | 代表校                          | 試合結果 | 試合結果                           | 成績     |
| -------------------- | ------------------------------- | -------- | ---------------------------------- | -------- |
| 1948年（第20回大会） | 神戸二中（初出場）              | 1回戦    | ○ 2 - 1 早稲田実                   | ベスト8  |
| 1948年（第20回大会） | 神戸二中（初出場）              | 準々決勝 | ● 2 - 3 北野中                     | ベスト8  |
| 1949年（第21回大会） | 芦屋（初出場）                  | 1回戦    | ○ 7x - 6 慶応二                    | 準優勝   |
| 1949年（第21回大会） | 芦屋（初出場）                  | 準々決勝 | ○ 2 - 0 大鉄                       | 準優勝   |
| 1949年（第21回大会） | 芦屋（初出場）                  | 準決勝   | ○ 4 - 0 小倉                       | 準優勝   |
| 1949年（第21回大会） | 芦屋（初出場）                  | 決勝     | ● 4 - 6 北野（延長12回）           | 準優勝   |
| 1949年（第21回大会） | 兵庫（2年連続2回目）            | 1回戦    | ● 2 - 3 桐蔭                       | 初戦敗退 |
| 1950年（第22回大会） | 兵庫工（初出場）                | 1回戦    | ● 1 - 5 韮山                       | 初戦敗退 |
| 1950年（第22回大会） | 県尼崎（初出場）                | 1回戦    | ● 9 - 15 熊本工                    | 初戦敗退 |
| 1951年（第23回大会） | 鳴尾（初出場）                  | 1回戦    | ○ 5 - 0 静岡城内                   | 準優勝   |
| 1951年（第23回大会） | 鳴尾（初出場）                  | 2回戦    | ○ 8 - 3 熊本商                     | 準優勝   |
| 1951年（第23回大会） | 鳴尾（初出場）                  | 準決勝   | ○ 9 - 1 明治                       | 準優勝   |
| 1951年（第23回大会） | 鳴尾（初出場）                  | 決勝     | ● 2 - 3x 鳴門                      | 準優勝   |
| 1952年（第24回大会） | 芦屋（3年ぶり2回目）            | 1回戦    | ○ 5 - 2 松商学園                   | 2回戦    |
| 1952年（第24回大会） | 芦屋（3年ぶり2回目）            | 2回戦    | ● 0 - 1 平安                       | 2回戦    |
| 1952年（第24回大会） | 鳴尾（2年連続2回目）            | 2回戦    | ○ 7 - 2 広島観音                   | ベスト4  |
| 1952年（第24回大会） | 鳴尾（2年連続2回目）            | 準々決勝 | ○ 1x - 0 桐生工（延長12回）        | ベスト4  |
| 1952年（第24回大会） | 鳴尾（2年連続2回目）            | 準決勝   | ● 0 - 4 鳴門                       | ベスト4  |
| 1953年（第25回大会） | 洲本（初出場）                  | 2回戦    | ○ 2 - 0 中京商                     | 優勝     |
| 1953年（第25回大会） | 洲本（初出場）                  | 準々決勝 | ○ 1 - 0 豊橋時習館                 | 優勝     |
| 1953年（第25回大会） | 洲本（初出場）                  | 準決勝   | ○ 5 - 1 小倉                       | 優勝     |
| 1953年（第25回大会） | 洲本（初出場）                  | 決勝     | ○ 4 - 0 浪華商                     | 優勝     |
| 1953年（第25回大会） | 育英（17年ぶり3回目）           | 1回戦    | ○ 3 - 1 浜松北                     | 2回戦    |
| 1953年（第25回大会） | 育英（17年ぶり3回目）           | 2回戦    | ● 1 - 2 柳井                       | 2回戦    |
| 1954年（第26回大会） | 芦屋（2年ぶり3回目）            | 2回戦    | ● 3 - 4 鳴門                       | 初戦敗退 |
| 1954年（第26回大会） | 滝川（13年ぶり6回目）           | 2回戦    | ● 1 - 4 北海                       | 初戦敗退 |
| 1955年（第27回大会） | 兵庫（6年ぶり3回目）            | 2回戦    | ● 2 - 3 若狭                       | 初戦敗退 |
| 1955年（第27回大会） | 県尼崎（5年ぶり2回目）          | 1回戦    | ○ 4 - 1 鹿児島商                   | ベスト4  |
| 1955年（第27回大会） | 県尼崎（5年ぶり2回目）          | 2回戦    | ○ 5 - 0 一関一                     | ベスト4  |
| 1955年（第27回大会） | 県尼崎（5年ぶり2回目）          | 準々決勝 | ○ 2 - 0 若狭                       | ベスト4  |
| 1955年（第27回大会） | 県尼崎（5年ぶり2回目）          | 準決勝   | ● 0 - 1 浪華商                     | ベスト4  |
| 1956年（第28回大会） | 芦屋（2年ぶり4回目）            | 2回戦    | ○ 5 - 3 苫小牧工                   | ベスト4  |
| 1956年（第28回大会） | 芦屋（2年ぶり4回目）            | 準々決勝 | ○ 9 - 0 日大三                     | ベスト4  |
| 1956年（第28回大会） | 芦屋（2年ぶり4回目）            | 準決勝   | ● 0 - 6 中京商                     | ベスト4  |
| 1956年（第28回大会） | 県尼崎（2年連続3回目）          | 2回戦    | ○ 5 - 1 浜松商                     | ベスト8  |
| 1956年（第28回大会） | 県尼崎（2年連続3回目）          | 準々決勝 | ● 0 - 4 岐阜商                     | ベスト8  |
| 1957年（第29回大会） | 育英（4年ぶり4回目）            | 2回戦    | ● 0 - 2 倉敷工                     | 初戦敗退 |
| 1958年（第30回大会） | 芦屋（2年ぶり5回目）            | 1回戦    | ● 1 - 5 宇都宮工                   | 初戦敗退 |
| 1958年（第30回大会） | 兵庫工（8年ぶり2回目）          | 1回戦    | ○ 4 - 1 遠野                       | 2回戦    |
| 1958年（第30回大会） | 兵庫工（8年ぶり2回目）          | 2回戦    | ● 0 - 7 中京商                     | 2回戦    |
| 1959年（第31回大会） | 芦屋（2年連続6回目）            | 1回戦    | ○ 1 - 0 広陵                       | 2回戦    |
| 1959年（第31回大会） | 芦屋（2年連続6回目）            | 2回戦    | ● 4 - 7 浪華商                     | 2回戦    |
| 1959年（第31回大会） | 県尼崎（3年ぶり4回目）          | 1回戦    | ○ 3 - 0 会津                       | ベスト4  |
| 1959年（第31回大会） | 県尼崎（3年ぶり4回目）          | 2回戦    | ○ 7 - 4 苫小牧工（延長16回）       | ベスト4  |
| 1959年（第31回大会） | 県尼崎（3年ぶり4回目）          | 準々決勝 | ○ 1 - 0 高知商                     | ベスト4  |
| 1959年（第31回大会） | 県尼崎（3年ぶり4回目）          | 準決勝   | ● 1 - 2 中京商                     | ベスト4  |
| 1960年（第32回大会） | 育英（6年ぶり7回目）            | 2回戦    | ● 2 - 5 北海                       | 初戦敗退 |
| 1960年（第32回大会） | 滝川（6年ぶり7回目）            | 2回戦    | ○ 5 - 2 徳島商                     | ベスト8  |
| 1960年（第32回大会） | 滝川（6年ぶり7回目）            | 準々決勝 | ● 0 - 2 高松商                     | ベスト8  |
| 1961年（第33回大会） | 柏原（初出場）                  | 1回戦    | ● 0 - 2 作新学院                   | 初戦敗退 |
| 1961年（第33回大会） | 尼崎北（初出場）                | 1回戦    | ● 0 - 3 松江商                     | 初戦敗退 |
| 1962年（第34回大会） | 滝川（2年ぶり8回目）            | 2回戦    | ● 3 - 4 日大三（延長12回）         | 初戦敗退 |
| 1963年（第35回大会） | 市西宮（初出場）                | 1回戦    | ● 3 - 6 小倉工                     | 初戦敗退 |
| 1963年（第35回大会） | 市神港（32年ぶり6回目）         | 2回戦    | ○ 9 - 1 高松商                     | ベスト4  |
| 1963年（第35回大会） | 市神港（32年ぶり6回目）         | 準々決勝 | ○ 6 - 4 東邦                       | ベスト4  |
| 1963年（第35回大会） | 市神港（32年ぶり6回目）         | 準決勝   | ● 1 - 4 下関商                     | ベスト4  |
| 1964年（第36回大会） | 報徳学園（初出場）              | 1回戦    | ○ 1x - 0 東邦                      | 2回戦    |
| 1964年（第36回大会） | 報徳学園（初出場）              | 2回戦    | ● 0 - 1 徳島海南                   | 2回戦    |
| 1964年（第36回大会） | 市西宮（2年連続2回目）          | 1回戦    | ○ 3x - 2 甲府工（延長13回）        | ベスト8  |
| 1964年（第36回大会） | 市西宮（2年連続2回目）          | 2回戦    | ○ 7 - 2 安芸                       | ベスト8  |
| 1964年（第36回大会） | 市西宮（2年連続2回目）          | 準々決勝 | ● 2 - 6 尾道商                     | ベスト8  |
| 1965年（第37回大会） | 育英（5年ぶり6回目）            | 2回戦    | ● 1 - 3 徳島商                     | 初戦敗退 |
| 1966年（第38回大会） | 育英（2年連続7回目）            | 2回戦    | ○ 6 - 2 盛岡商                     | ベスト4  |
| 1966年（第38回大会） | 育英（2年連続7回目）            | 準々決勝 | ○ 9x - 8 小倉（延長13回）          | ベスト4  |
| 1966年（第38回大会） | 育英（2年連続7回目）            | 準決勝   | ● 1 - 7 土佐                       | ベスト4  |
| 1966年（第38回大会） | 兵庫（11年ぶり4回目）           | 1回戦    | ● 1 - 10 高知                      | 初戦敗退 |
| 1967年（第39回大会） | 報徳学園（3年ぶり2回目）        | 1回戦    | ○ 9 - 1 若狭                       | ベスト4  |
| 1967年（第39回大会） | 報徳学園（3年ぶり2回目）        | 2回戦    | ○ 6 - 2 鎮西                       | ベスト4  |
| 1967年（第39回大会） | 報徳学園（3年ぶり2回目）        | 準々決勝 | ○ 5 - 2 新居浜商（延長11回）       | ベスト4  |
| 1967年（第39回大会） | 報徳学園（3年ぶり2回目）        | 準決勝   | ● 1 - 2 津久見（延長10回）         | ベスト4  |
| 1967年（第39回大会） | 三田学園（初出場）              | 1回戦    | ○ 11 - 6 尾道商                    | 2回戦    |
| 1967年（第39回大会） | 三田学園（初出場）              | 2回戦    | ● 1 - 2 熊本工                     | 2回戦    |
| 1968年（第40回大会） | 市神港（5年ぶり7回目）          | 1回戦    | ○ 10 - 4 別府鶴見丘                | 2回戦    |
| 1968年（第40回大会） | 市神港（5年ぶり7回目）          | 2回戦    | ● 0 - 2 尾道商（延長10回）         | 2回戦    |
| 1969年（第41回大会） | 三田学園（2年ぶり2回目）        | 1回戦    | ○ 3 - 2 鎌倉学園                   | ベスト8  |
| 1969年（第41回大会） | 三田学園（2年ぶり2回目）        | 2回戦    | ○ 14 - 2 銚子商                    | ベスト8  |
| 1969年（第41回大会） | 三田学園（2年ぶり2回目）        | 準々決勝 | ● 1 - 2 堀越                       | ベスト8  |
| 1969年（第41回大会） | 尼崎西（初出場）                | 1回戦    | ○ 1 - 0 富山北部                   | 8ベスト  |
| 1969年（第41回大会） | 尼崎西（初出場）                | 2回戦    | ○ 4x - 3 丸亀商（延長12回）        | 8ベスト  |
| 1969年（第41回大会） | 尼崎西（初出場）                | 準々決勝 | ● 3 - 4 三重                       | 8ベスト  |
| 1970年（第42回大会） | 滝川（8年ぶり9回目）            | 1回戦    | ● 3 - 14 千葉商                    | 初戦敗退 |
| 1970年（第42回大会） | 三田学園（2年連続3回目）        | 2回戦    | ○ 5 - 3 日大三                     | ベスト8  |
| 1970年（第42回大会） | 三田学園（2年連続3回目）        | 準々決勝 | ● 0 - 1 鳴門                       | ベスト8  |
| 1971年（第43回大会） | 報徳学園（4年ぶり3回目）        | 2回戦    | ● 4 - 12 東邦                      | 初戦敗退 |
| 1972年（第44回大会） | 市神港（4年ぶり8回目）          | 1回戦    | ○ 2 - 1 鳥取工                     | ベスト8  |
| 1972年（第44回大会） | 市神港（4年ぶり8回目）          | 2回戦    | ○ 6 - 5 福井商                     | ベスト8  |
| 1972年（第44回大会） | 市神港（4年ぶり8回目）          | 準々決勝 | ● 3 - 13 銚子商                    | ベスト8  |
| 1973年（第45回大会） | 報徳学園（2年ぶり4回目）        | 1回戦    | ○ 16 - 0 銚子商                    | 2回戦    |
| 1973年（第45回大会） | 報徳学園（2年ぶり4回目）        | 2回戦    | ● 3 - 4 東邦                       | 2回戦    |
| 1974年（第46回大会） | 報徳学園（2年連続5回目）        | 1回戦    | ○ 4 - 3 鹿児島商                   | 優勝     |
| 1974年（第46回大会） | 報徳学園（2年連続5回目）        | 2回戦    | ○ 2 - 1 土浦日大                   | 優勝     |
| 1974年（第46回大会） | 報徳学園（2年連続5回目）        | 準々決勝 | ○ 2 - 1 銚子商                     | 優勝     |
| 1974年（第46回大会） | 報徳学園（2年連続5回目）        | 準決勝   | ○ 5 - 1 平安                       | 優勝     |
| 1974年（第46回大会） | 報徳学園（2年連続5回目）        | 決勝     | ○ 3 - 1 池田                       | 優勝     |
| 1974年（第46回大会） | 滝川（4年ぶり10回目）           | 1回戦    | ○ 4 - 0 中京                       | 2回戦    |
| 1974年（第46回大会） | 滝川（4年ぶり10回目）           | 2回戦    | ● 1 - 3 倉敷工                     | 2回戦    |
| 1975年（第47回大会） | 報徳学園（3年連続6回目）        | 1回戦    | ○ 4 - 2 池田                       | ベスト4  |
| 1975年（第47回大会） | 報徳学園（3年連続6回目）        | 2回戦    | ○ 1x - 0 札幌商（延長12回）        | ベスト4  |
| 1975年（第47回大会） | 報徳学園（3年連続6回目）        | 準々決勝 | ○ 4 - 3 静岡商                     | ベスト4  |
| 1975年（第47回大会） | 報徳学園（3年連続6回目）        | 準決勝   | ● 2 - 3 高知                       | ベスト4  |
| 1976年（第48回大会） | 東洋大姫路（初出場）            | 1回戦    | ○ 7 - 4 県岐阜商                   | ベスト4  |
| 1976年（第48回大会） | 東洋大姫路（初出場）            | 2回戦    | ○ 4x - 3 習志野                    | ベスト4  |
| 1976年（第48回大会） | 東洋大姫路（初出場）            | 準々決勝 | ○ 11 - 3 智弁学園                  | ベスト4  |
| 1976年（第48回大会） | 東洋大姫路（初出場）            | 準決勝   | ● 0 - 1 小山                       | ベスト4  |
| 1977年（第49回大会） | 滝川（3年ぶり11回目）           | 1回戦    | ○ 4 - 0 星稜                       | 2回戦    |
| 1977年（第49回大会） | 滝川（3年ぶり11回目）           | 2回戦    | ● 3 - 4 岡山南                     | 2回戦    |
| 1977年（第49回大会） | 育英（11年ぶり8回目）           | 1回戦    | ○ 11 - 10 新居浜商                 | 2回戦    |
| 1977年（第49回大会） | 育英（11年ぶり8回目）           | 2回戦    | ● 1 - 3 早稲田実                   | 2回戦    |
| 1978年（第50回大会） | 村野工（初出場）                | 1回戦    | ● 2 - 3 東北                       | 初戦敗退 |
| 1979年（第51回大会） | 尼崎北（18年ぶり2回目）         | 1回戦    | ○ 4 - 1 室蘭大谷                   | ベスト8  |
| 1979年（第51回大会） | 尼崎北（18年ぶり2回目）         | 2回戦    | ○ 8 - 1 福井商                     | ベスト8  |
| 1979年（第51回大会） | 尼崎北（18年ぶり2回目）         | 準々決勝 | ● 1 - 7 PL学園                     | ベスト8  |
| 1979年（第51回大会） | 東洋大姫路（3年ぶり2回目）      | 1回戦    | ○ 6 - 1 修徳                       | ベスト4  |
| 1979年（第51回大会） | 東洋大姫路（3年ぶり2回目）      | 2回戦    | ○ 12 - 6 大分商                    | ベスト4  |
| 1979年（第51回大会） | 東洋大姫路（3年ぶり2回目）      | 準々決勝 | ○ 8 - 7 池田                       | ベスト4  |
| 1979年（第51回大会） | 東洋大姫路（3年ぶり2回目）      | 準決勝   | ● 3 - 5 浪商                       | ベスト4  |
| 1980年（第52回大会） | 尼崎北（2年連続3回目）          | 1回戦    | ○ 3 - 2 八千代松陰                 | ベスト8  |
| 1980年（第52回大会） | 尼崎北（2年連続3回目）          | 2回戦    | ○ 3 - 1 柳川                       | ベスト8  |
| 1980年（第52回大会） | 尼崎北（2年連続3回目）          | 準々決勝 | ● 3 - 4 高知商                     | ベスト8  |
| 1980年（第52回大会） | 滝川（3年ぶり12回目）           | 1回戦    | ○ 1 - 0 鳴門                       | 2回戦    |
| 1980年（第52回大会） | 滝川（3年ぶり12回目）           | 2回戦    | ● 5 - 6 丸亀商（延長12回）         | 2回戦    |
| 1981年（第53回大会） | 報徳学園（6年ぶり7回目）        | 1回戦    | ● 3 - 5 大府                       | 初戦敗退 |
| 1983年（第55回大会） | 高砂南（初出場）                | 1回戦    | ● 3 - 12 享栄                      | 初戦敗退 |
| 1983年（第55回大会） | 報徳学園（2年ぶり8回目）        | 1回戦    | ○ 4 - 1 桐蔭学園                   | 2回戦    |
| 1983年（第55回大会） | 報徳学園（2年ぶり8回目）        | 2回戦    | ● 0 - 1 佐世保工                   | 2回戦    |
| 1984年（第56回大会） | 私神港（初出場）                | 1回戦    | ○ 7 - 2 法政一                     | 2回戦    |
| 1984年（第56回大会） | 私神港（初出場）                | 2回戦    | ● 1 - 3 都城                       | 2回戦    |
| 1985年（第57回大会） | 東洋大姫路（6年ぶり3回目）      | 1回戦    | ● 3 - 9 津久見                     | 初戦敗退 |
| 1985年（第57回大会） | 報徳学園（2年ぶり9回目）        | 1回戦    | ○ 7 - 6 弘前工                     | ベスト8  |
| 1985年（第57回大会） | 報徳学園（2年ぶり9回目）        | 2回戦    | ○ 10 - 2 横浜                      | ベスト8  |
| 1985年（第57回大会） | 報徳学園（2年ぶり9回目）        | 準々決勝 | ● 2 - 7 帝京                       | ベスト8  |
| 1986年（第58回大会） | 洲本（33年ぶり2回目）           | 1回戦    | ● 0 - 8 拓大紅陵                   | 初戦敗退 |
| 1987年（第59回大会） | 明石（40年ぶり8回目）           | 1回戦    | ○ 4 - 0 常総学院                   | 2回戦    |
| 1987年（第59回大会） | 明石（40年ぶり8回目）           | 2回戦    | ● 3 - 8 池田                       | 2回戦    |
| 1987年（第59回大会） | 滝川二（初出場）                | 1回戦    | ○ 3 - 0 富士                       | 2回戦    |
| 1987年（第59回大会） | 滝川二（初出場）                | 2回戦    | ● 0 - 1 東海大甲府                 | 2回戦    |
| 1988年（第60回大会） | 神港学園（4年ぶり2回目）        | 2回戦    | ● 2 - 3 福島北                     | 初戦敗退 |
| 1988年（第60回大会） | 東洋大姫路（3年ぶり4回目）      | 2回戦    | ● 3 - 4 東海大甲府                 | 初戦敗退 |
| 1989年（第61回大会） | 尼崎北（9年ぶり4回目）          | 1回戦    | ○ 4 - 1 倉吉東                     | 2回戦    |
| 1989年（第61回大会） | 尼崎北（9年ぶり4回目）          | 2回戦    | ● 1 - 2 仙台育英                   | 2回戦    |
| 1989年（第61回大会） | 報徳学園（4年ぶり10回目）       | 1回戦    | ○ 7 - 6 帝京                       | 2回戦    |
| 1989年（第61回大会） | 報徳学園（4年ぶり10回目）       | 2回戦    | ● 0 - 3 東邦                       | 2回戦    |
| 1990年（第62回大会） | 神戸弘陵（初出場）              | 1回戦    | ● 3 - 4 三重（延長11回）           | 初戦敗退 |
| 1990年（第62回大会） | 川西緑台（初出場）              | 1回戦    | ○ 2 - 0 倉敷商                     | 2回戦    |
| 1990年（第62回大会） | 川西緑台（初出場）              | 2回戦    | ● 0 - 4 鹿児島実                   | 2回戦    |
| 1991年（第63回大会） | 三田学園（21年ぶり4回目）       | 1回戦    | △ 3 - 3 広陵                       | 初戦敗退 |
| 1991年（第63回大会） | 三田学園（21年ぶり4回目）       | 1回戦    | ● 3 - 8 広陵                       | 初戦敗退 |
| 1991年（第63回大会） | 神戸弘陵（2年連続2回目）        | 1回戦    | ● 2 - 3 瀬戸内                     | 初戦敗退 |
| 1992年（第64回大会） | 村野工（14年ぶり2回目）         | 1回戦    | ● 4 - 7 堀越                       | 初戦敗退 |
| 1992年（第64回大会） | 育英（15年ぶり9回目）           | 1回戦    | ○ 8 - 0 駒大岩見沢                 | ベスト8  |
| 1992年（第64回大会） | 育英（15年ぶり9回目）           | 2回戦    | ○ 4 - 0 広陵                       | ベスト8  |
| 1992年（第64回大会） | 育英（15年ぶり9回目）           | 準々決勝 | ● 2 - 4 浦和学院                   | ベスト8  |
| 1993年（第65回大会） | 川西明峰（初出場）              | 2回戦    | ● 1 - 4 市船橋                     | 初戦敗退 |
| 1994年（第66回大会） | 神戸弘陵（3年ぶり3回目）        | 1回戦    | ○ 8x - 7 滝川西（延長10回）        | ベスト8  |
| 1994年（第66回大会） | 神戸弘陵（3年ぶり3回目）        | 2回戦    | ○ 3 - 1 高田商                     | ベスト8  |
| 1994年（第66回大会） | 神戸弘陵（3年ぶり3回目）        | 準々決勝 | ● 1 - 10 PL学園                    | ベスト8  |
| 1994年（第66回大会） | 姫路工（初出場）                | 1回戦    | ○ 6 - 2 熊本工                     | ベスト8  |
| 1994年（第66回大会） | 姫路工（初出場）                | 2回戦    | ○ 3 - 1 北陽                       | ベスト8  |
| 1994年（第66回大会） | 姫路工（初出場）                | 準々決勝 | ● 2 - 6 常総学院                   | ベスト8  |
| 1995年（第67回大会） | 神港学園（7年ぶり3回目）        | 1回戦    | ○ 4 - 3 仙台育英                   | ベスト8  |
| 1995年（第67回大会） | 神港学園（7年ぶり3回目）        | 2回戦    | ○ 4 - 3 大府                       | ベスト8  |
| 1995年（第67回大会） | 神港学園（7年ぶり3回目）        | 準々決勝 | ● 4 - 5x 今治西（延長13回）        | ベスト8  |
| 1995年（第67回大会） | 育英（3年ぶり10回目）           | 1回戦    | ○ 6 - 2 創価                       | 2回戦    |
| 1995年（第67回大会） | 育英（3年ぶり10回目）           | 2回戦    | ● 3 - 4x 前橋工                    | 2回戦    |
| 1995年（第67回大会） | 報徳学園（6年ぶり11回目）       | 1回戦    | ○ 4 - 3 北海                       | 2回戦    |
| 1995年（第67回大会） | 報徳学園（6年ぶり11回目）       | 2回戦    | ● 2 - 9 関西                       | 2回戦    |
| 1996年（第68回大会） | 滝川二（9年ぶり2回目）          | 1回戦    | ○ 7 - 1 秋田                       | 2回戦    |
| 1996年（第68回大会） | 滝川二（9年ぶり2回目）          | 2回戦    | ● 0 - 2 鹿児島実                   | 2回戦    |
| 1996年（第68回大会） | 姫路工（2年ぶり2回目）          | 1回戦    | ● 3 - 6 沖縄水産                   | 初戦敗退 |
| 1997年（第69回大会） | 育英（2年ぶり11回目）           | 1回戦    | ○ 4 - 2 浦添商                     | ベスト8  |
| 1997年（第69回大会） | 育英（2年ぶり11回目）           | 2回戦    | ○ 9 - 5 国学院栃木                 | ベスト8  |
| 1997年（第69回大会） | 育英（2年ぶり11回目）           | 準々決勝 | ● 5 - 6x 上宮（延長10回）          | ベスト8  |
| 1997年（第69回大会） | 報徳学園（2年ぶり12回目）       | 1回戦    | ○ 4x - 3 東海大菅生（延長11回）    | ベスト4  |
| 1997年（第69回大会） | 報徳学園（2年ぶり12回目）       | 2回戦    | ○ 5 - 0 日大明誠                   | ベスト4  |
| 1997年（第69回大会） | 報徳学園（2年ぶり12回目）       | 準々決勝 | ○ 5 - 2 平安                       | ベスト4  |
| 1997年（第69回大会） | 報徳学園（2年ぶり12回目）       | 準決勝   | ● 1 - 5 中京大中京                 | ベスト4  |
| 1998年（第70回大会） | 報徳学園（2年連続13回目）       | 2回戦    | ● 2 - 6 横浜                       | 初戦敗退 |
| 1998年（第70回大会） | 関西学院（63年ぶり6回目）       | 2回戦    | ● 2 - 4 高鍋                       | 初戦敗退 |
| 1999年（第71回大会） | 神戸弘陵（5年ぶり4回目）        | 1回戦    | ● 5 - 14 駒大岩見沢                | 初戦敗退 |
| 1999年（第71回大会） | 滝川二（3年ぶり3回目）          | 1回戦    | ● 2 - 3x 明徳義塾（延長10回）      | 初戦敗退 |
| 2000年（第72回大会） | 育英（3年ぶり12回目）           | 1回戦    | ● 6 - 10 国学院栃木                | 初戦敗退 |
| 2000年（第72回大会） | 東洋大姫路（12年ぶり5回目）     | 1回戦    | ○ 4 - 1 秋田経法大付               | 2回戦    |
| 2000年（第72回大会） | 東洋大姫路（12年ぶり5回目）     | 2回戦    | ● 2 - 3 東海大相模                 | 2回戦    |
| 2001年（第73回大会） | 神戸国際大付（初出場）          | 2回戦    | ● 2 - 5 市川                       | 初戦敗退 |
| 2001年（第73回大会） | 姫路工（5年ぶり3回目）          | 2回戦    | ● 5 - 8 日大三                     | 初戦敗退 |
| 2002年（第74回大会） | 報徳学園（4年ぶり14回目）       | 1回戦    | ○ 3 - 2 日大三                     | 優勝     |
| 2002年（第74回大会） | 報徳学園（4年ぶり14回目）       | 2回戦    | ○ 5 - 3 広陵                       | 優勝     |
| 2002年（第74回大会） | 報徳学園（4年ぶり14回目）       | 準々決勝 | ○ 7 - 5 浦和学院                   | 優勝     |
| 2002年（第74回大会） | 報徳学園（4年ぶり14回目）       | 準決勝   | ○ 7 - 1 福井商                     | 優勝     |
| 2002年（第74回大会） | 報徳学園（4年ぶり14回目）       | 決勝     | ○ 8 - 2 鳴門工                     | 優勝     |
| 2002年（第74回大会） | 三木（初出場）                  | 1回戦    | ● 8 - 12 鵡川                      | 初戦敗退 |
| 2003年（第75回大会） | 東洋大姫路（3年ぶり6回目）      | 2回戦    | ○ 4 - 2 岡山城東                   | ベスト4  |
| 2003年（第75回大会） | 東洋大姫路（3年ぶり6回目）      | 3回戦    | ○ 3 - 0 鳴門工                     | ベスト4  |
| 2003年（第75回大会） | 東洋大姫路（3年ぶり6回目）      | 準々決勝 | △ 2 - 2 花咲徳栄（延長15回）       | ベスト4  |
| 2003年（第75回大会） | 東洋大姫路（3年ぶり6回目）      | 準々決勝 | ○ 6x - 5 花咲徳栄（延長10回）      | ベスト4  |
| 2003年（第75回大会） | 東洋大姫路（3年ぶり6回目）      | 準決勝   | ● 1 - 5 広陵                       | ベスト4  |
| 2004年（第76回大会） | 社（初出場）                    | 1回戦    | ○ 5 - 1 福井                       | ベスト4  |
| 2004年（第76回大会） | 社（初出場）                    | 2回戦    | ○ 2 - 1 鵡川（延長14回）           | ベスト4  |
| 2004年（第76回大会） | 社（初出場）                    | 準々決勝 | ○ 9 - 7 福岡工大城東（延長11回）   | ベスト4  |
| 2004年（第76回大会） | 社（初出場）                    | 準決勝   | ● 2 - 3 愛工大名電                 | ベスト4  |
| 2004年（第76回大会） | 報徳学園（2年ぶり15回目）       | 1回戦    | ● 2 - 3 東海大山形                 | 初戦敗退 |
| 2005年（第77回大会） | 神戸国際大付（4年ぶり2回目）    | 1回戦    | ○ 4 - 1 甲府工                     | ベスト4  |
| 2005年（第77回大会） | 神戸国際大付（4年ぶり2回目）    | 2回戦    | ○ 4 - 0 駒大苫小牧                 | ベスト4  |
| 2005年（第77回大会） | 神戸国際大付（4年ぶり2回目）    | 準々決勝 | ○ 15 - 1 慶応                      | ベスト4  |
| 2005年（第77回大会） | 神戸国際大付（4年ぶり2回目）    | 準決勝   | ● 6 - 8 愛工大名電                 | ベスト4  |
| 2005年（第77回大会） | 育英（5年ぶり13回目）           | 1回戦    | ● 0 - 1x 東邦                      | 初戦敗退 |
| 2006年（第78回大会） | 神港学園（11年ぶり4回目）       | 1回戦    | ○ 4 - 0 南陽工                     | ベスト8  |
| 2006年（第78回大会） | 神港学園（11年ぶり4回目）       | 2回戦    | ○ 2 - 0 成田                       | ベスト8  |
| 2006年（第78回大会） | 神港学園（11年ぶり4回目）       | 準々決勝 | ● 0 - 4 岐阜城北                   | ベスト8  |
| 2007年（第79回大会） | 報徳学園（3年ぶり16回目）       | 1回戦    | ● 1 - 2 室戸                       | 初戦敗退 |
| 2007年（第79回大会） | 市川（初出場）                  | 1回戦    | ○ 4 - 2 聖光学院                   | 2回戦    |
| 2007年（第79回大会） | 市川（初出場）                  | 2回戦    | ● 4 - 12 帝京                      | 2回戦    |
| 2008年（第80回大会） | 東洋大姫路（5年ぶり7回目）      | 2回戦    | ○ 4 - 1 一関学院                   | ベスト4  |
| 2008年（第80回大会） | 東洋大姫路（5年ぶり7回目）      | 3回戦    | ○ 1 - 0 八頭                       | ベスト4  |
| 2008年（第80回大会） | 東洋大姫路（5年ぶり7回目）      | 準々決勝 | ○ 2 - 0 智弁和歌山                 | ベスト4  |
| 2008年（第80回大会） | 東洋大姫路（5年ぶり7回目）      | 準決勝   | ● 2 - 4 沖縄尚学                   | ベスト4  |
| 2009年（第81回大会） | 報徳学園（2年ぶり17回目）       | 1回戦    | ○ 2 - 0 高崎商                     | ベスト4  |
| 2009年（第81回大会） | 報徳学園（2年ぶり17回目）       | 2回戦    | ○ 15 - 2 今治西                    | ベスト4  |
| 2009年（第81回大会） | 報徳学園（2年ぶり17回目）       | 準々決勝 | ○ 6 - 5 中京大中京                 | ベスト4  |
| 2009年（第81回大会） | 報徳学園（2年ぶり17回目）       | 準決勝   | ● 1 - 4 清峰                       | ベスト4  |
| 2010年（第82回大会） | 神戸国際大付（5年ぶり3回目）    | 1回戦    | ● 2 - 3 帝京                       | 初戦敗退 |
| 2010年（第82回大会） | 神港学園（4年ぶり5回目）        | 1回戦    | ○ 6x - 5 高知                      | 2回戦    |
| 2010年（第82回大会） | 神港学園（4年ぶり5回目）        | 2回戦    | ● 1 - 2 中京大中京                 | 2回戦    |
| 2011年（第83回大会） | 加古川北（初出場）              | 1回戦    | ○ 4 - 0 金沢                       | ベスト8  |
| 2011年（第83回大会） | 加古川北（初出場）              | 2回戦    | ○ 2 - 0 波佐見                     | ベスト8  |
| 2011年（第83回大会） | 加古川北（初出場）              | 準々決勝 | ● 2 - 13 日大三                    | ベスト8  |
| 2011年（第83回大会） | 報徳学園（2年ぶり18回目）       | 1回戦    | ● 5 - 8 城南                       | 初戦敗退 |
| 2012年（第84回大会） | 洲本（21世紀枠・26年ぶり3回目） | 1回戦    | ● 1 - 2x 鳴門（延長10回）          | 初戦敗退 |
| 2013年（第85回大会） | 報徳学園（2年ぶり19回目）       | 2回戦    | ● 3 - 4 常葉菊川                   | 初戦敗退 |
| 2014年（第86回大会） | 報徳学園（2年連続20回目）       | 1回戦    | ● 0 - 1 沖縄尚学                   | 初戦敗退 |
| 2016年（第88回大会） | 明石商（初出場）                | 1回戦    | ○ 3x - 2 日南学園                  | ベスト8  |
| 2016年（第88回大会） | 明石商（初出場）                | 2回戦    | ○ 3 - 0 東邦                       | ベスト8  |
| 2016年（第88回大会） | 明石商（初出場）                | 準々決勝 | ● 1 - 2x 龍谷大平安（延長12回）    | ベスト8  |
| 2016年（第88回大会） | 長田（21世紀枠・初出場）        | 1回戦    | ● 2 - 3 海星                       | 初戦敗退 |
| 2017年（第89回大会） | 神戸国際大付（7年ぶり4回目）    | 1回戦    | ● 1 - 2 東海大福岡                 | 初戦敗退 |
| 2017年（第89回大会） | 報徳学園（3年ぶり21回目）       | 1回戦    | ○ 21 - 0 多治見                    | ベスト4  |
| 2017年（第89回大会） | 報徳学園（3年ぶり21回目）       | 2回戦    | ○ 4 - 0 前橋育英                   | ベスト4  |
| 2017年（第89回大会） | 報徳学園（3年ぶり21回目）       | 準々決勝 | ○ 8 - 3 福岡大大濠                 | ベスト4  |
| 2017年（第89回大会） | 報徳学園（3年ぶり21回目）       | 準決勝   | ● 4 - 6 履正社                     | ベスト4  |
| 2019年（第91回大会） | 明石商（3年ぶり2回目）          | 1回戦    | ○ 7 - 1 国士舘                     | ベスト4  |
| 2019年（第91回大会） | 明石商（3年ぶり2回目）          | 2回戦    | ○ 13 - 4 大分                      | ベスト4  |
| 2019年（第91回大会） | 明石商（3年ぶり2回目）          | 準々決勝 | ○ 4x - 3 智弁和歌山                | ベスト4  |
| 2019年（第91回大会） | 明石商（3年ぶり2回目）          | 準決勝   | ● 2 - 4 東邦                       | ベスト4  |
| 2020年（第92回大会） | 明石商（2年連続3回目）          | 交流試合 | ○ 3 - 2 桐生第一                   | （中止） |
| 2021年（第93回大会） | 神戸国際大付（4年ぶり5回目）    | 1回戦    | ○ 3x - 2 北海（延長10回）          | 2回戦    |
| 2021年（第93回大会） | 神戸国際大付（4年ぶり5回目）    | 2回戦    | ● 5 - 13 仙台育英                  | 2回戦    |
| 2021年（第93回大会） | 東播磨（21世紀枠・初出場）      | 1回戦    | ● 9 - 10x 明豊（延長11回）         | 初戦敗退 |
| 2022年（第94回大会） | 東洋大姫路（14年ぶり8回目）     | 1回戦    | ● 2 - 4 高知                       | 初戦敗退 |
| 2023年（第95回大会） | 報徳学園（6年ぶり22回目）       | 2回戦    | ○ 7 - 2 健大高崎                   | 準優勝   |
| 2023年（第95回大会） | 報徳学園（6年ぶり22回目）       | 3回戦    | ○ 5x - 4 東邦（延長10回TB）        | 準優勝   |
| 2023年（第95回大会） | 報徳学園（6年ぶり22回目）       | 準々決勝 | ○ 5x - 4 仙台育英（延長10回TB）    | 準優勝   |
| 2023年（第95回大会） | 報徳学園（6年ぶり22回目）       | 準決勝   | ○ 7 - 5 大阪桐蔭                   | 準優勝   |
| 2023年（第95回大会） | 報徳学園（6年ぶり22回目）       | 決勝     | ● 3 - 7 山梨学院                   | 準優勝   |
| 2023年（第95回大会） | 社（19年ぶり2回目）             | 2回戦    | ● 1 - 5 海星                       | 初戦敗退 |
| 2024年（第96回大会） | 報徳学園（2年連続23回目）       | 1回戦    | 〇 3x - 2 愛工大名電（延長10回TB） | 準優勝   |
| 2024年（第96回大会） | 報徳学園（2年連続23回目）       | 2回戦    | ○ 6 - 1 常総学院                   | 準優勝   |
| 2024年（第96回大会） | 報徳学園（2年連続23回目）       | 準々決勝 | ○ 5 - 1 大阪桐蔭                   | 準優勝   |
| 2024年（第96回大会） | 報徳学園（2年連続23回目）       | 準決勝   | ○ 4 - 2 中央学院                   | 準優勝   |
| 2024年（第96回大会） | 報徳学園（2年連続23回目）       | 決勝     | ● 2 - 3 健大高崎                   | 準優勝   |
| 2025年（第97回大会） | 東洋大姫路（3年ぶり9回目）      | 1回戦    | 〇 7 - 2 壱岐                      | 2回戦    |
| 2025年（第97回大会） | 東洋大姫路（3年ぶり9回目）      | 2回戦    | ● 2 - 6 広島商                     | 2回戦    |

## 通算成績
| 出場 | 試合 | 勝利 | 敗戦 | 引分 | 勝率 | 優勝 | 準優勝 | ベスト4 | ベスト8 |
| ---- | ---- | ---- | ---- | ---- | ---- | ---- | ------ | ------- | ------- |
| 160  | 337  | 181  | 153  | 3    | .542 | 6    | 6      | 21      | 32      |

## 学校別成績
| 校名         | 出場 | 勝敗       | 初出場 | 直近出場 | 最高成績  | 前身校            |
| ------------ | ---- | ---------- | ------ | -------- | --------- | ----------------- |
| 報徳学園     | 23回 | 40勝21敗   | 1964年 | 2024年   | 優勝2回   |                   |
| 育英         | 13回 | 11勝13敗   | 1935年 | 2005年   | ベスト4   | 育英商            |
| 滝川         | 12回 | 9勝12敗1分 | 1936年 | 1980年   | ベスト4   | 滝川中            |
| 神港橘       | 9回  | 16勝6敗    | 1925年 | 1972年   | 優勝2回   | 第一神港商→市神港 |
| 東洋大姫路   | 9回  | 14勝9敗1分 | 1976年 | 2025年   | ベスト4   |                   |
| 明石         | 8回  | 12勝8敗    | 1930年 | 1987年   | 準優勝2回 | 明石中            |
| 甲陽学院     | 8回  | 6勝8敗     | 1925年 | 1938年   | ベスト4   | 甲陽中            |
| 県芦屋       | 6回  | 7勝6敗     | 1949年 | 1959年   | 準優勝1回 | 芦屋              |
| 関西学院     | 6回  | 4勝5敗     | 1927年 | 1998年   | 優勝1回   | 関西学院中        |
| 神港学園     | 5回  | 6勝5敗     | 1984年 | 2010年   | ベスト8   | 私神港            |
| 神戸国際大付 | 5回  | 4勝5敗     | 2001年 | 2021年   | ベスト4   |                   |
| 県尼崎       | 4回  | 7勝4敗     | 1950年 | 1959年   | ベスト4   |                   |
| 尼崎北       | 4回  | 5勝4敗     | 1961年 | 1989年   | ベスト8   |                   |
| 三田学園     | 4回  | 4勝4敗1分  | 1967年 | 1991年   | ベスト8   |                   |
| 神戸弘陵     | 4回  | 2勝4敗     | 1990年 | 1999年   | ベスト8   |                   |
| 兵庫         | 4回  | 1勝4敗     | 1948年 | 1966年   | ベスト8   | 神戸二中          |
| 明石商       | 3回  | 5勝2敗     | 2016年 | 2020年   | ベスト4   |                   |
| 洲本         | 3回  | 4勝2敗     | 1953年 | 2012年   | 優勝1回   |                   |
| 神戸         | 3回  | 2勝3敗     | 1933年 | 1947年   | ベスト8   | 神戸一中          |
| 姫路工       | 3回  | 2勝3敗     | 1994年 | 2001年   | ベスト8   |                   |
| 滝川二       | 3回  | 2勝3敗     | 1987年 | 1999年   | 2回戦     |                   |
| 鳴尾         | 2回  | 5勝2敗     | 1951年 | 1952年   | 準優勝1回 |                   |
| 社           | 2回  | 3勝2敗     | 2004年 | 2023年   | ベスト4   |                   |
| 市西宮       | 2回  | 2勝2敗     | 1963年 | 1964年   | ベスト8   |                   |
| 兵庫工       | 2回  | 1勝2敗     | 1950年 | 1958年   | 2回戦     |                   |
| 彩星工科     | 2回  | 0勝2敗     | 1978年 | 1992年   | 初戦敗退  | 村野工            |
| 尼崎西       | 1回  | 2勝1敗     | 1969年 | -        | ベスト8   |                   |
| 加古川北     | 1回  | 2勝1敗     | 2011年 | -        | ベスト8   |                   |
| 兵庫商       | 1回  | 1勝1敗     | 1939年 | -        | ベスト8   | 北神商            |
| 川西緑台     | 1回  | 1勝1敗     | 1990年 | -        | 2回戦     |                   |
| 市川         | 1回  | 1勝1敗     | 2007年 | -        | 2回戦     |                   |
| 姫路西       | 1回  | 0勝1敗     | 1936年 | -        | 初戦敗退  | 姫路中            |
| 柏原         | 1回  | 0勝1敗     | 1961年 | -        | 初戦敗退  |                   |
| 高砂南       | 1回  | 0勝1敗     | 1983年 | -        | 初戦敗退  |                   |
| 川西明峰     | 1回  | 0勝1敗     | 1993年 | -        | 初戦敗退  |                   |
| 三木         | 1回  | 0勝1敗     | 2002年 | -        | 初戦敗退  |                   |
| 長田         | 1回  | 0勝1敗     | 2016年 | -        | 初戦敗退  |                   |
| 東播磨       | 1回  | 0勝1敗     | 2021年 | -        | 初戦敗退  |                   |